# Latim vulgar

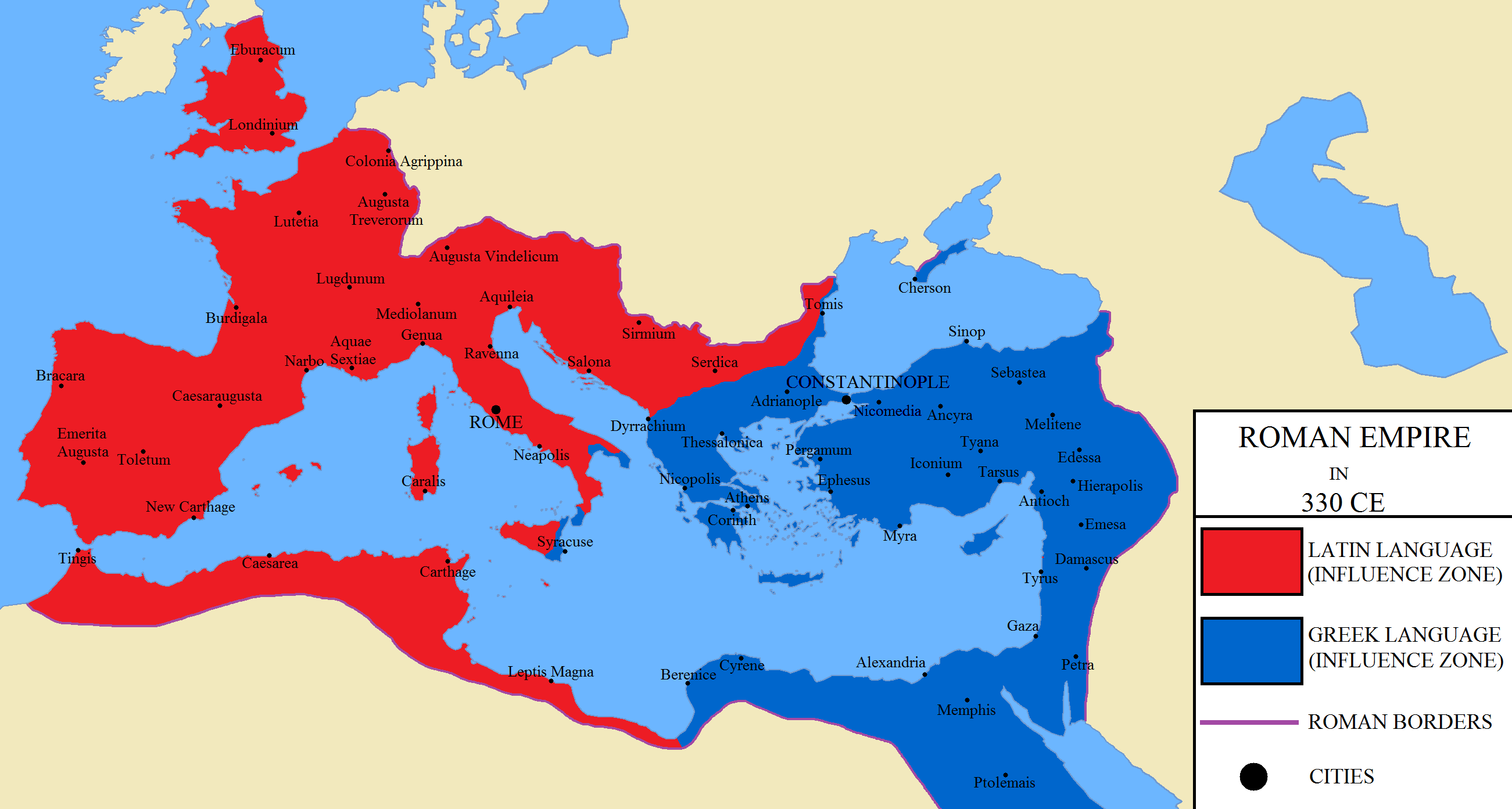
O Império Romano em 330 d.C., com as áreas influenciadas pelo latim em vermelho.

Latim vulgar, também conhecido como "latim coloquial", "popular", "falado" ou "vernáculo", é o conjunto de registros não formais do latim falado a partir do final da República Romana. O termo "latim vulgar" é tanto controverso quanto impreciso. O latim falado existiu por um longo período e em muitas regiões. Os estudiosos divergem quanto à extensão das diferenças entre as formas faladas e escritas e quanto à questão de o latim vulgar ser, em certo sentido, uma língua diferente. Essa ideia foi desenvolvida como uma teoria no século XIX por François Raynouard. No seu extremo, a teoria sugeria que o registro escrito formava uma língua de elite, distinta da fala comum, mas isso atualmente é rejeitado.
O consenso atual é que as línguas escrita e falada formavam uma continuidade, assim como acontece com as línguas modernas, com a fala tendendo a evoluir mais rapidamente que a escrita, enquanto a forma escrita e formalizada exercia pressão de volta sobre a fala. O termo "latim vulgar" é usado de maneiras diferentes por diferentes estudiosos, podendo significar o latim falado de tipos variados, de diferentes classes sociais ou de diferentes épocas. Mesmo assim, o interesse pelas mudanças nas formas faladas continua sendo muito importante para entender a transição do latim ou latim tardio para o proto-românico e as línguas românicas. Para tornar as coisas mais complexas, as evidências das formas faladas só podem ser encontradas por meio do exame do latim clássico escrito, latim tardio ou românico inicial, dependendo do período em questão.